# Felix Roque

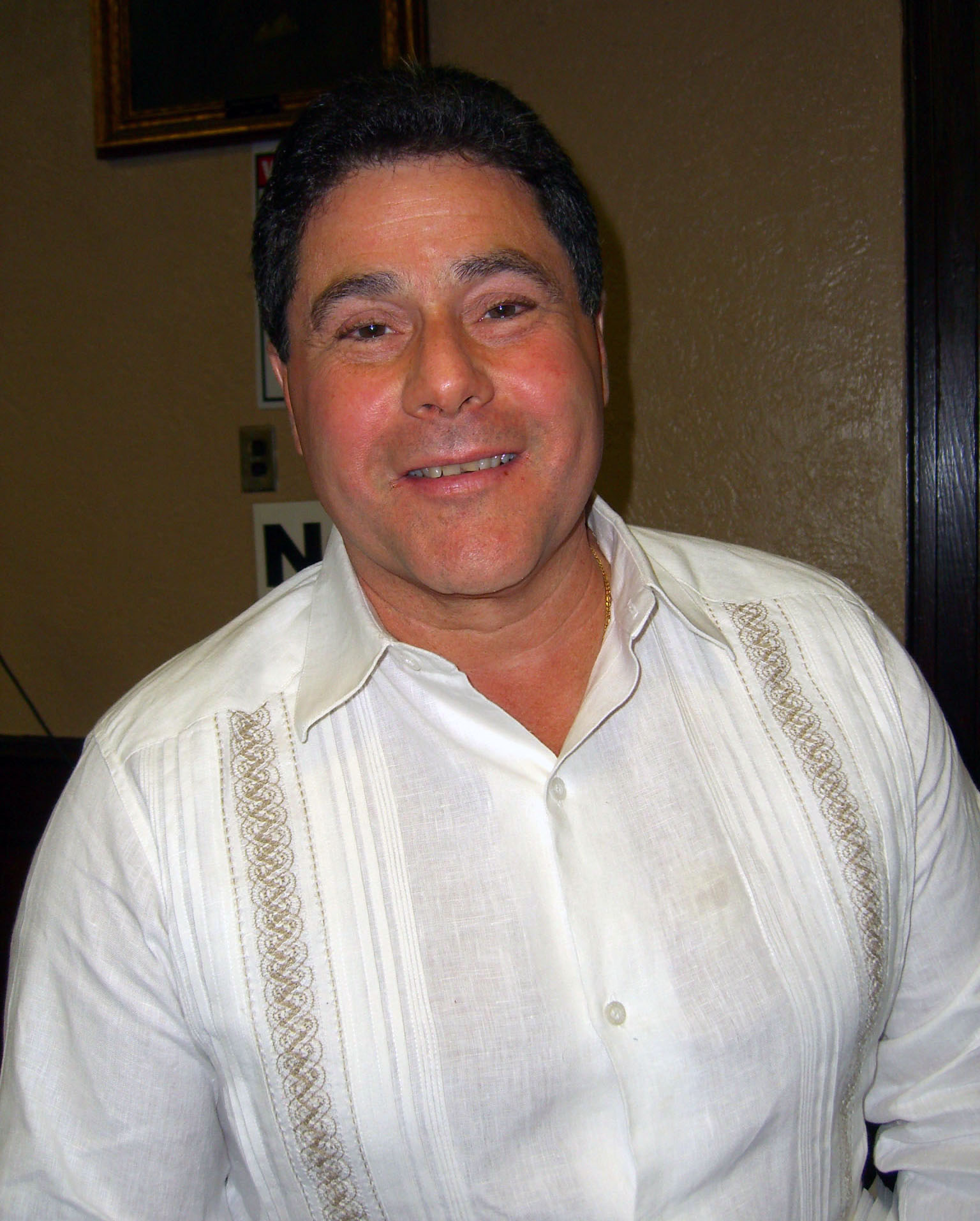
Felix Roque

Felix E. Roque (* 1955/56 in Las Villas, Kuba) ist seit Mai 2011 der Bürgermeister von West New York im US-Bundesstaat New Jersey.
In Kuba geboren kam Felix Roque im Jahr 1967 als Elfjähriger mit seiner Familie in die Vereinigten Staaten. 1976 trat er in die United States Army ein und konnte durch die G. I. Bill of Rights einen Bachelor in Biologie und Spanisch an der Norwich University erwerben. Danach studierte er Medizin an der Universidad Central del Este in der Dominikanischen Republik. Er ist derzeit als Militärarzt im Rang eines Colonel und Kommandant des 4215 Combat Support Hospital in Virginia.
Im zivilen Leben arbeitete Roque zuerst in verschiedenen Spitälern, 1998 eröffnete er eine Privatpraxis in West New York und ist derzeit Direktor des St. Mary’s Hospital in Passaic. 2009 startete Roque, angespornt durch die hohen Steuern in West New York, eine Kampagne zur Abberufung von Bürgermeister Silverio Vega, scheiterte jedoch im April 2010 damit. Bei den Kommunalwahlen am 10. Mai 2011 gewann etwas unerwartet Roques Liste und Felix Roque übernahm kurz darauf das Amt des Bürgermeisters.
Am 25. Oktober 2011 gab Roque bekannt, dass 2013 ein Grand Prix der Formel 1 in West New York und dem benachbarten Weehawken stattfinden soll.